# نبرد بید ها

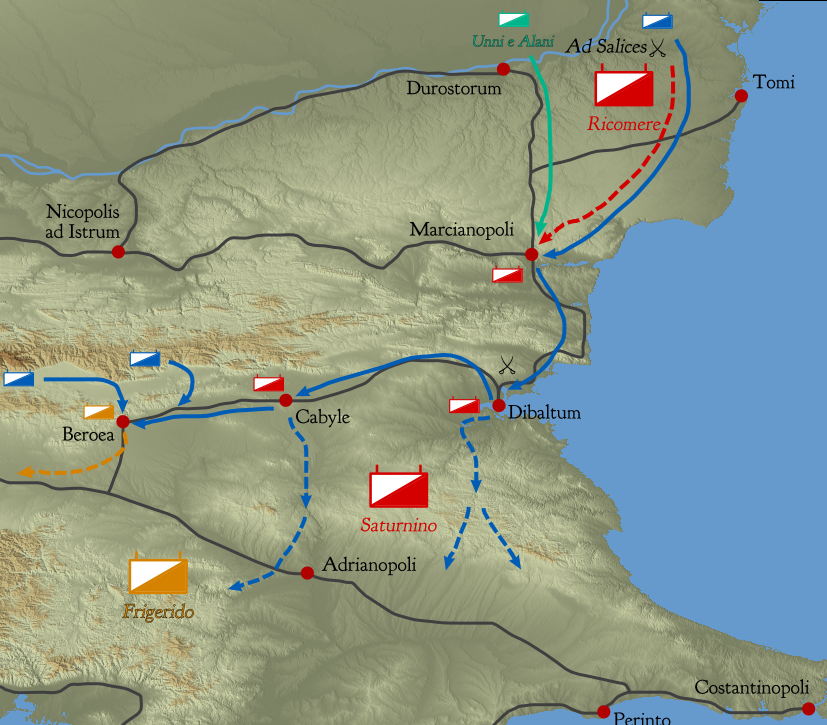
نبرد بیدها

نبرد بیدها (۳۷۷) به بیان آمیانوس در مکانی به نام آد سالیسِس (شهر بیدها)، در یک ایستگاه جاده ای با همین نام، که احتمالاً در ۱۵ کیلومتری مارکیانوپل (دوبروجا، بلغارستان کنونی) قرار داشت رخ داد، هرچند محل درگیری تا به امروز نامشخص است. نیروهایی از رومی‌ها تحت فرماندهی فردی به نام ریکومرس (یا ریکومر) به سوی غرب در حال حرکت بود، در حالیکه ارتش امپراتوری روم شرقی تحت فرماندهی ترایانوس و پروفوتوروس از شرق در حال حرکت بود تا در همین مکان به یکدیگر پیوسته و به گوت‌هایی که به دستور فریتیگرن شورش کرده و در حال حرکت به سوی غرب بودند بتازند.
تنها توضیحاتی که بجا مانده از آمیانوس می‌باشد، که او هم جزئیات بسیار اندکی در مورد این نبرد ارائه می‌دهد، و بیشتر شرحی بلند از کشت و کشتاری که در این جنگ رخ داد می‌نویسد، اما هیچ شمار روشنی از مبارزان نمی‌دهد. در یک نقطه جناح چپ رومی تسلیم شد، اما سپس تقویت شده و ایستادگی کرد. جنگ در شبانگاه پایان یافت. نتیجه این نبرد یک مساوی خونینی بود که هر دو طرف آسیب‌ها و خسارت‌های زیادی را متقبل شدند؛ گوت تا یک هفته‌ها به پشت واگون‌هایی که برای نگه داری از منابعی که از آبادی‌های غیر ایمن شده شهرهای بزرگ به یغما برده بودند پناه برده و در چادرهایشان باقی ماندند.

## استناد
1. ↑  MacDowall 2001, p. 52.
2. ↑  MacDowall 2001, p. 51.
3. ↑  Heather, Peter (2006). The Fall of the Roman Empire: A New History of Rome and the Barbarians. n.43: Oxford University Press. pp. 509–10.{{cite book}}:  نگهداری CS1: موقعیت (link)
4. ↑  Ammianus. Res Gestae. p. 31.7.5.
5. ↑  Hahn, Irene (2007). "The Day of the Barbarians: The Battle That Led to the Fall of the Roman Empire". romanhistorybooksandmore.freeservers.com. Retrieved 2008-04-19.
6. ↑  Heather, Peter (2006). The Fall of the Roman Empire: A New History of Rome and the Barbarians. Oxford University Press. p. 174.